# Sledgehammer (chanson de Peter Gabriel)
Pour les articles homonymes, voir Sledgehammer.
Singles de Peter Gabriel
Walk Through the Fire
(1984) Don't Give Up
(1986)
Sledgehammer est une chanson à succès écrite par le musicien britannique Peter Gabriel, parue en avril 1986 sur son cinquième album studio So. Produite par Gabriel et Daniel Lanois, elle reste à la première place du classement canadien pendant 4 semaines à partir 21 juillet 1986, puis atteint la première place aux États-Unis sur le Billboard Hot 100 le 26 juillet 1986 et arrive à la quatrième place au Royaume-Uni. Cette chanson est la meilleure performance de Gabriel dans les classements en Amérique du Nord, et est à égalité avec "Games Without Frontiers" au Royaume-Uni.
La chanson se distingue également grâce à son clip vidéo révolutionnaire pour l'époque, réalisé par Stephen R. Johnson et les studios Aardman Animations. Il remporte neuf MTV Video Music Awards en 1987 et le prix du meilleur clip britannique aux Brit Awards la même année,. Pour la chanson, Gabriel est nommé pour trois prix aux Grammy Awards : meilleur chanteur de rock, album de l'année et chanson de l'année. Dans un sondage mené en 2005 par Channel 4, le clip de "Sledgehammer" a été classé parmi les 100 meilleurs clips de pop.

## Contexte
"Sledgehammer" fait partie des dernières chansons enregistrées pour l'album, et a été présentée aux musiciens du groupe lorsqu'ils étaient en train de ranger leur matériel. À l'origine, cette chanson devait figurer dans l'album suivant So. Manu Katché était sur le point de prendre un taxi pour rentrer chez lui à Paris quand Gabriel l'a convaincu d'enregistrer "Sledgehammer". Katché a enregistré sa partie en une prise, puis Gabriel lui a demandé d'en faire quelques-unes en plus, même si Katché avait insisté sur le fait que le deuxième enregistrement de batterie ne serait pas aussi bon que le premier. Le bassiste Tony Levin se souvient que Katché "suivait l'endroit vers où la musique semblait nous amener, et [qu'il] était très doué à le faire dans son propre style… C'est ce que j'ai essayé de faire à la basse". Levin a enregistré sa partie sur une basse sans frettes et avec un médiator.
Gabriel a déclaré avoir été inspiré par la musique soul lors de l'écriture de "Sledgehammer" et envisageait également d'enregistrer un album de soul mélangeant reprises et compositions originales.
"Quand j'étais adolescent, la musique soul était l'une des choses qui m'ont donné l'envie de devenir musicien. C'était vraiment passionnant et excitant… Wayne Jackson, qui joue sur la chanson, était aussi avec Otis Redding et faisait les tournées avec lui lorsque je les ai vus à Londres. Donc c'était vraiment excitant pour moi, juste pour un avoir un bon nombre d'anecdotes de fan. Mais je crois que la chanson était davantage influencée par plusieurs des chansons de Stax and Atlantic plutôt que celles d'Otis en particulier."

— Peter Gabriel, juillet 1986
La chanson contient des passages à la flûte shakuhachi générés avec un échantillonneur E-mu Emulator II. D'après Gabriel, le "son d'orgue pas cher" provient d'un synthétiseur Prophet-5 très cher, qu'il considère comme un outil sonore digne d'un "vieux cheval de guerre". Les chœurs sont réalisés par P. P. Arnold, Coral "Chyna Whyne" Gordon et Dee Lewis, qui ont également chanté sur "Big Time".

## Sortie
"Sledgehammer" est le premier et unique top 1 de Gabriel aux États-Unis. Elle détrône la chanson "Invisible Touch" de son ancien groupe Genesis qui, par coïncidence, est le seul top 1 du groupe. Le chanteur de Genesis Phil Collins - qui a également une chanson en solo, Take Me Home présent dans le haut du classement au même moment - a plus tard plaisanté à ce sujet dans une interview accordée en 2014, déclarant "J'ai récemment lu que Peter Gabriel nous avait chassé de la première position avec 'Sledgehammer'. Nous n'étions pas au courant à l'époque. Si cela avait été le cas, on lui aurait probablement envoyé un télégramme disant : 'Félicitations – bâtard'.".
"Sledgehammer" a également fait de bons scores dans les autres classements de Billboard en 1986, atteignant la première place du Album Rock Tracks (deux semaines entre mai et juin) et du Hot Dance Club Play (une semaine en juillet).
La sortie en single comprenait "Don't Break This Rhythm" et un "'85 Remix" de la chanson de 1982 "I Have the Touch". Les versions américaines du single comprenaient un remix danse de "Sledgehammer".

## Critique et influences
"Sledgehammer" a été décrite comme une chanson de dance-rock, de funk rock et de soul. Ryan Reed du magazine Paste a qualifié la chanson de "blue-eyed soul" dansant. Trouser Press l'a donnée en exemple de la "musique caractéristiquement sophistiquée" de Gabriel, qui dans se cas "frôle la funk". Stewart Mason d'AllMusic pensait quant à lui que "les fondations plus solides de 'Sledgehammer' empêchent la chanson de se laisser distraire du groove intense et saisissant en son cœur", ajoutant que "ce n'est pas son chef-d'œuvre, mais c'est probablement sa meilleure chanson pop". Quelques tentatives ultérieures de réécriture, comme "Steam" en 1992, n'ont pas eu le même accueil.
"Sledgehammer" était l'hymne de l'ancienne 3e brigade de la 3e division d'infanterie américaine. La brigade Sledgehammer était stationnée à Fort Moore en Géorgie. La chanson était utilisée pour renforcer la cohésion de la brigade à la fin des entraînements physiques et d'évènements spéciaux. "Sledgehammer" est aujourd'hui la devise de la 197e brigade d'infanterie américaine, basée également à Fort Moore.

## Clip
Le clip de "Sledgehammer" a été commandé par Tessa Watts de Virgin Records, puis réalisé par Stephen R. Johnson (en) et produit par Adam Whittaker. Les studios Aardman Animations et les frères Quay ont eu recours à des animations de pâte à modeler, à de la pixilation et à des animations en volume pour donner vie aux images de la chanson,. Beaucoup de ces techniques avaient été utilisées dans des vidéoclips antérieurs, comme celui de "Road to Nowhere", le tube de Talking Heads sorti en 1985, qui avait également été réalisé par Johnson. Elles ont également été utilisées pour le clip de "Big Time".
Peter Gabriel est resté allongé sous une plaque de verre pendant 16 heures tout en filmant la vidéo une image à la fois. "Cela a demandé beaucoup de travail", se souvient Gabriel. "Je me disais à l'époque : 'Si quelqu'un veut essayer de copier cette vidéo, bonne chance à lui.'". Deux poulets morts, étêtés et déplumés ont été animés en stop motion et montrés en train de danser sur le solo de shakuhachi. Cette section a été animée par Nick Park, qui travaillait pour Aardman Animations, et qui peaufinait à l'époque son travail d'animation en pâte à modeler. Le clip se termine avec un grand groupe de figurants tournant par saccades autour de Gabriel, parmi lesquels ses filles Anna-Marie et Melanie, les animateurs eux-mêmes et la petite amie du réalisateur Stephen Johnson. Sont également incluses six femmes qui se font passer pour les choristes de la chanson.
Le clip de "Sledgehammer" rencontre un succès majeur sur les chaînes télévisées de musique et remporte neuf MTV Video Music Awards en 1987, qui est à ce jour le plus grand nombre de récompenses qu'un seul clip ait remporté. Il est classé au quatrième rang des 100 plus grands clips vidéo jamais réalisés par MTV en 1999. Le clip a également été classé meilleure vidéo d'animation de tous les temps par MTV. Il atteint la septième place sur 50 des meilleurs clips à voir de TMF, classement diffusé pour la première fois le 24 juin 2006. Il est classé no 2 dans le "Top 20 Videos of the '80s" de VH1 et no 1 dans "Amazing Moment in Music" de l'émission de télévision australienne 20 to 1 en 2007. Il a remporté le prix du meilleure clip britannique aux Brit Awards de 1987 et a été nommé dans la catégorie du meilleur vidéoclip aux Soul Train Music Awards la même année.
D'après le magazine Time, le clip de "Sledgehammer" est le clip le plus diffusé sur MTV. Il a été remasterisé en résolution 4K puis publié en 2018 sur Apple Music.

## Reprises
Le tribute band allemand Still Collins, formé en 1995, incorpore régulièrement la chanson dans son répertoire de concert, bien que ce dernier soit essentiellement composé de titres de Genesis et de Phil Collins. Le groupe reprend également ce titre sur son album The very Best of Phil Collins & Genesis Live (2016)).

## Musiciens
D'après les crédits présents sur l'album So :
- Peter Gabriel – chant, Fairlight CMI, piano, Prophet-5
- Manu Katché – batterie
- Tony Levin – basse
- David Rhodes – guitare
- Daniel Lanois – guitare, tambourin
- Wayne Jackson – trompette
- Mark Rivera – saxophone
- Don Mikkelsen – trombone
- P. P. Arnold, Coral Gordon, Dee Lewis – chœurs

## Classements
| Classement (1986)                               | Meilleure position |
| ----------------------------------------------- | ------------------ |
| Afrique du Sud (Springbok Radio)                | 3                  |
| Allemagne (Media Control AG)                    | 7                  |
| Australie (Kent Music Report)                   | 3                  |
| Autriche (Ö3 Austria Top 40)                    | 2                  |
| Belgique (Flandre Ultratop 50 Singles)          | 9                  |
| Canada (Top Singles)                            | 1                  |
| États-Unis (Album Rock Tracks)                  | 1                  |
| États-Unis (Billboard Hot 100)                  | 1                  |
| États-Unis (Cash Box)                           | 1                  |
| États-Unis (Hot Black Singles)                  | 61                 |
| États-Unis (Hot Dance Club Play)                | 1                  |
| États-Unis (Hot Dance Music/Maxi-Singles Sales) | 3                  |
| Finlande (Suomen virallinen lista)              | 4                  |
| France (IFOP)                                   | 21                 |
| Irlande (IRMA)                                  | 3                  |
| Norvège (VG-lista)                              | 3                  |
| Nouvelle-Zélande (RMNZ)                         | 3                  |
| Pays-Bas (Nederlandse Top 40)                   | 10                 |
| Pays-Bas (Single Top 100)                       | 6                  |
| Pologne (LP3)                                   | 4                  |
| Royaume-Uni (UK Singles Chart)                  | 4                  |
| Suède (Sverigetopplistan)                       | 9                  |
| Suisse (Schweizer Hitparade)                    | 4                  |

| Classement (1986)              | Position |
| ------------------------------ | -------- |
| Australie (Kent Music Report)  | 34       |
| Autriche (Ö3 Austria Top 40)   | 10       |
| Belgique (Flandre Ultratop 50) | 59       |
| Canada (Top 100 Singles)       | 7        |
| États-Unis (Billboard Hot 100) | 23       |
| États-Unis (Cash Box)          | 14       |
| Pays-Bas (Nederlandse Top 40)  | 42       |
| Pays-Bas (Single Top 100)      | 56       |
| Suisse (Schweizer Hitparade)   | 7        |

## Certifications
| Pays                                            | Certification | Nombre de ventes |
| ----------------------------------------------- | ------------- | ---------------- |
| Royaume-Uni (BPI)                               | Or            | 400 000*         |
| * Nécessaires à l'obtention de la certification |               |                  |

## Distinctions

### Récompenses
- Brit Awards 1987 :
  - Clip britannique de l'année
- MTV Video Music Awards 1987 :
  - Clip de l'année
  - Meilleur clip masculin
  - Meilleur concept vidéo
  - Clip le plus expérimental
  - Meilleure performance
  - Meilleure réalisation
  - Meilleurs effets visuels
  - Meilleure direction artistique
  - Meilleur montage

### Nominations
- Brit Awards 1987 :
  - Single britannique de l'année
- Grammy Awards 1987 :
  - Album de l'année
  - Chanson de l'année
  - Meilleur performance vocale masculine de rock
- MTV Video Music Awards 1987 :
  - Choix du public
- Soul Train Music Awards 1987 :
  - Meilleur clip de l'année